# Xu Jun
Xu Jun, chiń. 徐俊, pinyin Xú Jùn (ur. 17 września 1962 w Suzhou) – chiński szachista i trener szachowy (FIDE Senior Trainer od 2012), arcymistrz od 1994 roku.

## Kariera szachowa
Od początku lat 80. do pierwszych lat XXI wieku należał do ścisłej krajowej czołówki, dwukrotnie (1983, 1985) zdobywając złote medale w indywidualnych mistrzostwach Chin. Pomiędzy 1984 a 2004 rokiem dziesięciokrotnie wystąpił na szachowych olimpiadach (w 1986 zdobywając brązowy medal za indywidualny wynik na I szachownicy), w latach 1985, 1989 i 1993 reprezentował narodowe barwy na drużynowych mistrzostwach świata (w 1985 uzyskując drugi indywidualny wynik na IV szachownicy, za który otrzymał srebrny medal), jest również pięciokrotnym zwycięzcą drużynowych mistrzostw Azji. Dwukrotnie (Subotica 1987, Biel/Bienne 1993) wystąpił w turniejach międzystrefowych oraz trzykrotnie w pucharowych turniejach o mistrzostwo świata (w 2000 i 2001 odpadł w II rundach, natomiast w 2004 – w rundzie I). W 2005 awansował do III rundy Pucharu Świata, w której uległ Rusłanowi Ponomariowowi.
Do największych indywidualnych sukcesów Xu Juna należą dwukrotne zwycięstwa w indywidualnych mistrzostwach Azji (2000, 2001) oraz w turnieju strefowym w Dżakarcie (1987). Oprócz tego sukcesy odniósł m.in. w Gdyni (1986, I m.), Dżakarcie (1994, II m. za Edhi Handoko) oraz w Szanghaju (2003, dz. I m. wspólnie z Zhang Zhongiem).
Najwyższy ranking w swojej karierze osiągnął 1 lipca 2000, z wynikiem 2668 punktów zajmował wówczas 22. miejsce na światowej liście FIDE, jednocześnie zajmując 2. miejsce (za Ye Jiangchuanem) wśród chińskich szachistów.